# 堀井雅世
堀井 雅世（ほりい まさよ、1989年〈平成元年〉6月29日 - ）は、日本のタレント、気象キャスター。福島県喜多方市生まれ、埼玉県出身。元ウェザーニューズ所属。お茶の水女子大学文教育学部言語文化学科（中国文学専攻）卒業。愛称、ホーリー。

## 来歴・人物
2012年、ウェザーニュースキャスターオーディションを1位で合格し、SOLiVEキャスターとなる。
2012年12年31日に披露される、2013年1年21日にSOLiVE ナイトの特別番組『SOLiVE ホーリーナイト』でデビュー。
2016年3月31日の『SOLiVE サンセット』の出演をもってSOLiVEキャスターを卒業した。
その後は「2018 準ミス日本酒」に選ばれるなど、多岐に渡ってタレントとして活動を行っている。

## 出演
- SOLiVE サンシャイン
- SOLiVE コーヒータイム
- SOLiVE モーニング(2014年11月9日まで)